# Anathallis
Anathallis es un género de orquídeas epífitas que comprende 179 especies descritas y de estas, solo 147 aceptadas. Es originario de México hasta los trópicos de América.

## Descripción
Son epífitas, el crecimiento cespitoso o ligeramente reptantes. Tienen los tallos erectos, al menos, tan largos como las hojas. Las hojas son coriáceas, más o menos elípticas, a veces alargadas. Tienen una inflorescencia con muchas flores que se abren al mismo tiempo.

## Distribución y hábitat
Tiene unas ochenta especies distribuidas desde México a Brasil, por lo general viven en los bosques sombríos o abiertos, húmedos o secos. 

## Taxonomía
El género fue descrito por João Barbosa Rodrigues y publicado en Genera et Species Orchidearum Novarum 1: 23. 1877.

## Lista de especies seleccionadas
1. Anathallis acuminata (Kunth) Pridgeon & M.W.Chase, Lindleyana 16: 247 (2001).
2. Anathallis anderssonii (Luer) Pridgeon & M.W.Chase, Lindleyana 16: 247 (2001).
3. Anathallis angustilabia (Schltr.) Pridgeon & M.W.Chase, Lindleyana 16: 247 (2001).
4. Anathallis ariasii (Luer & Hirtz) Pridgeon & M.W.Chase, Lindleyana 16: 247 (2001).
5. Anathallis aristulata (Lindl.) Luer, Monogr. Syst. Bot. Missouri Bot. Gard. 112: 118 (2007).
6. Anathallis attenuata (Rolfe) Pridgeon & M.W.Chase, Lindleyana 16: 247 (2001).
7. Anathallis bleyensis (Pabst) F.Barros, Hoehnea 30: 187 (2003).
8. Anathallis bolsanelloi
9. Anathallis carnosifolia (C.Schweinf.) Pridgeon & M.W.Chase, Lindleyana 16: 248 (2001).
10. Anathallis carvalhoi (Luer & Toscano) Luer, Monogr. Syst. Bot. Missouri Bot. Gard. 112: 118 (2007).
11. Anathallis concinna (Luer & R.Vásquez) Pridgeon & M.W.Chase, Lindleyana 16: 248 (2001).
12. Anathallis coripatae (Luer & R.Vásquez) Pridgeon & M.W.Chase, Lindleyana 16: 248 (2001).
13. Anathallis crebrifolia (Barb.Rodr.) Luer, Monogr. Syst. Bot. Missouri Bot. Gard. 112: 118 (2007).
14. Anathallis dimidia (Luer) Pridgeon & M.W.Chase, Lindleyana 16: 248 (2001).
15. Anathallis dolichopus (Schltr.) Pridgeon & M.W.Chase, Lindleyana 16: 248 (2001).
16. Anathallis dryadum (Schltr.) F.Barros, Orchid Memories: 10 (2004).
17. Anathallis ferdinandiana (Barb.Rodr.) F.Barros, Hoehnea 30: 187 (2003).
18. Anathallis fernandiana (Hoehne) F.Barros, Hoehnea 30: 187 (2003).
19. Anathallis flammea (Barb.Rodr.) F.Barros, Hoehnea 30: 187 (2003).
20. Anathallis gert-hatschbachii (Hoehne) Pridgeon & M.W.Chase, Lindleyana 16: 248 (2001).
21. Anathallis gracilenta (Luer & R.Vásquez) Pridgeon & M.W.Chase, Lindleyana 16: 248 (2001).
22. Anathallis graveolens (Pabst) F.Barros, Bradea 11: 30 (2006).
23. Anathallis guarujaensis (Hoehne) F.Barros, Hoehnea 30: 187 (2003).
24. Anathallis heterophylla Barb.Rodr., Gen. Spec. Orchid. 2: 74 (1881).
25. Anathallis imbricata (Barb.Rodr.) F.Barros & F.Pinheiro, Bradea 8: 329 (2002).
26. Anathallis jesupiorum (Luer & Hirtz) Pridgeon & M.W.Chase, Lindleyana 16: 249 (2001).
27. Anathallis jordanensis (Hoehne) F.Barros, Hoehnea 30: 189 (2003).
28. Anathallis lagarophyta (Luer) Pridgeon & M.W.Chase, Lindleyana 16: 249 (2001).
29. Anathallis lichenophila (Porto & Brade) Luer, Monogr. Syst. Bot. Missouri Bot. Gard. 112: 118 (2007).
30. Anathallis linearifolia (Cogn.) Pridgeon & M.W.Chase, Lindleyana 16: 249 (2001).
31. Anathallis maguirei (Luer) Pridgeon & M.W.Chase, Lindleyana 16: 249 (2001).
32. Anathallis malmeana (Dutra ex Pabst) Pridgeon & M.W.Chase, Lindleyana 16: 249 (2001).
33. Anathallis mediocarinata (C.Schweinf.) Pridgeon & M.W.Chase, Lindleyana 16: 249 (2001).
34. Anathallis meridana (Rchb.f.) Pridgeon & M.W.Chase, Lindleyana 16: 249 (2001).
35. Anathallis microgemma (Schltr. ex Hoehne) Pridgeon & M.W.Chase, Lindleyana 16: 249 (2001).
36. Anathallis microphyta (Barb.Rodr.) C.O.Azevedo & Van den Berg, Kew Bull. 60: 137 (2005).
37. Anathallis miguelii (Schltr.) Pridgeon & M.W.Chase, Lindleyana 16: 249 (2001).
38. Anathallis modesta (Barb.Rodr.) Pridgeon & M.W.Chase, Lindleyana 16: 249 (2001).
39. Anathallis montipelladensis (Hoehne) F.Barros, Bradea 8: 295 (2002).
40. Anathallis nectarifera Barb.Rodr., Gen. Spec. Orchid. 2: 74 (1881).
41. Anathallis obovata (Lindl.) Pridgeon & M.W.Chase, Lindleyana 16: 250 (2001).
42. Anathallis ourobranquensis Campacci & Menini, Bol. CAOB 60: 123 (2005 publ. 2006).
43. Anathallis pabstii (Garay) Pridgeon & M.W.Chase, Lindleyana 16: 250 (2001).
44. Anathallis papuligera (Schltr.) Pridgeon & M.W.Chase, Lindleyana 16: 250 (2001).
45. Anathallis petersiana (Schltr.) Pridgeon & M.W.Chase, Lindleyana 16: 250 (2001).
46. Anathallis piratiningana (Hoehne) F.Barros, Hoehnea 30: 190 (2003).
47. Anathallis platystylis (Schltr.) Pridgeon & M.W.Chase, Lindleyana 16: 250 (2001).
48. Anathallis pubipetala (Hoehne) Pridgeon & M.W.Chase, Lindleyana 16: 250 (2001).
49. Anathallis pusilla (Barb.Rodr.) F.Barros, Hoehnea 30: 190 (2003).
50. Anathallis puttemansii (Hoehne) F.Barros, Hoehnea 30: 190 (2003).
51. Anathallis radialis (Porto & Brade) Pridgeon & M.W.Chase, Lindleyana 16: 250 (2001).
52. Anathallis ramulosa (Lindl.) Pridgeon & M.W.Chase, Lindleyana 16: 250 (2001).
53. Anathallis reedii (Luer) Luer, Monogr. Syst. Bot. Missouri Bot. Gard. 112: 118 (2007).
54. Anathallis regalis (Luer) Pridgeon & M.W.Chase, Lindleyana 16: 250 (2001).
55. Anathallis rubens (Lindl.) Pridgeon & M.W.Chase, Lindleyana 16: 250 (2001).
56. Anathallis scariosa (Lex.) Pridgeon & M.W.Chase, Lindleyana 16: 250 (2001).
57. Anathallis schlimii (Luer) Pridgeon & M.W.Chase, Lindleyana 16: 250 (2001).
58. Anathallis sclerophylla (Lindl.) Pridgeon & M.W.Chase, Lindleyana 16: 250 (2001).
59. Anathallis simpliciglossa (Loefgr.) Pridgeon & M.W.Chase, Lindleyana 16: 250 (2001).
60. Anathallis smaragdina (Luer) Pridgeon & M.W.Chase, Lindleyana 16: 250 (2001).
61. Anathallis soratana (Rchb.f.) Pridgeon & M.W.Chase, Lindleyana 16: 250 (2001).
62. Anathallis sororcula (Schltr.) Luer, Monogr. Syst. Bot. Missouri Bot. Gard. 112: 118 (2007).
63. Anathallis spannageliana (Hoehne) Pridgeon & M.W.Chase, Lindleyana 16: 250 (2001).
64. Anathallis spathilabia (Schltr.) Pridgeon & M.W.Chase, Lindleyana 16: 251 (2001).
65. Anathallis spathuliformis (Luer & R.Vásquez) Pridgeon & M.W.Chase, Lindleyana 16: 251 (2001).
66. Anathallis stenophylla (F.Lehm. & Kraenzl.) Pridgeon & M.W.Chase, Lindleyana 16: 251 (2001).
67. Anathallis subnulla (Luer & Toscano) F.Barros, Bradea 11: 31 (2006).
68. Anathallis trullilabia (Pabst) F.Barros, Bradea 11: 31 (2006).
69. Anathallis unduavica (Luer & R.Vásquez) Pridgeon & M.W.Chase, Lindleyana 16: 251 (2001).
70. Anathallis vasquezii (Luer) Pridgeon & M.W.Chase, Lindleyana 16: 251 (2001).
71. Anathallis vestita (Kraenzl.) Pridgeon & M.W.Chase, Lindleyana 16: 251 (2001).
72. Anathallis ypirangae (Kraenzl.) Pridgeon & M.W.Chase, Lindleyana 16: 251 (2001).